# Pjotr Petrowitsch Kulisch
Pjotr Petrowitsch Kulisch (russisch Петр Петрович Кулиш, englische Transkription Petr Kulish; * 24. Februar 1944; † 2016) war ein russischer mathematischer Physiker und Hochschullehrer in Sankt Petersburg.

## Leben
Kulisch wurde 1971 bei Ludwig Faddejew an der Universität Leningrad promoviert (Asymptotic Conditions and Infrared Divergenies in the Quantum Field Theory). Er war Doktor der phys.-math. Wissenschaften, Professor, Haupt-Wissenschaftler und Direktor des Labors für mathematische Probleme der Physik am St. Petersburger Steklow-Institut.
Bei Faddejew befasste er sich zunächst mit der mathematischen Behandlung des Infrarotproblems in der Quantenelektrodynamik. Außerdem befasst er sich mit exakt integrablen Systemen in Quantenmechanik (mit Anwendungen in Festkörperphysik, Quantenoptik) und Quantenfeldtheorie und mit den dahinterliegenden algebraischen Strukturen (wie Quantengruppen). Unter anderem befasste er sich mit der nichtlinearen Schrödingergleichung, der Quantum Inverse Scattering Method, exakt integrablen Systemen in superkonformen Feldtheorien (Super KdV Hierarchien), Zusammenhang von Yang-Baxter-Gleichung und Reflexionsgruppen, quantendeformiertem Minkowski-Raum und allgemein Verwendung von Quantenalgebren zur Konstruktion nichtkommutativer Raum-Zeiten.
Er war unter anderem am Yukawa-Institut der Universität Kyoto.

## Schriften
- mit Faddejew: Asymptotic conditions and infrared divergences in quantum electrodynamics, Theoretical and mathematical physics Bd. 4, 1970, S. 745
- mit E. A. Sklyanin: Quantum inverse scattering methods and the Heisenberg ferromagnet, Phys. Lett. A, Band 70, 1979, S. 461–463
- mit E. K. Sklyanin: O(N) invariant nonlinear Schrödinger equation- a new completely integrable system, Phys. Lett. A, Band 84, 1981, S. 349–352
- mit E. K. Sklyanin: Quantum spectral transform method. Recent developments, in Integrable Quantum Field Theories, Tvarmine 1981, Lecture Notes in Physics 151, Springer, 1981, S. 61–119
- mit N. Yu. Reshetikhin: Quantum linear problem for the sine-Gordon equation and higher representations, Journal of Mathematical Sciences, Band 23, 1983, S. 2435–2441
- mit N. Yu. Reshetikhin: Gl3-invariant solutions of the Yang-Baxter equation and associated quantum systems, Journal of Mathematical Sciences, Band 46, 1989, S. 1948–1971
- mit Reshetikhin, Sklyanin: Yang-Baxter equation and representation theory 1, Lett. Math. Phys., Band 5, 1981, S. 393–403
- Classical and quantum inverse problem method and generalized Bethe ansatz, Physica D, Band 3, 1981, S. 246–257
- Herausgeber: Proc. Euler Internat. Math. Institute on Quantum Groups (St. Petersburg), Lecture Notes in Mathematics 1510, Springer 1992
- Quantum groups and dynamical systems, Vistas in Astronomy, Band 37, 1993, S. 67–76
- mit E. K. Sklyanin: Algebraic structures related to reflection groups, J. Phys. A, Band 25, 1992, S. 5963, Arxiv
- mit J. A. de Azcarraga, F. Rodenas: On the physical contents of q-deformed Minkowski space, Phys. Lett., B, Band 351, 1995, S. 123–130
- Yang-Baxter equation and reflection equations in integrable models, Schladming Lectures 1995, Arxiv
- mit J. A. de Azcarraga, F. Rodenas: Quantum groups and deformed special relativity, Fortschritte der Physik, Band 44, 1996, S. 1–40
- mit Anton Zeitlin: Superconformal field theory and the SUSY N=1 KdV-Hierarchy, Teil 1: Vertex operators and Yang-Baxter equation, Phys. Lett. B, Band 597, 2004, S. 229–236, Arxiv, Teil 2: Q-Operator, Nuclear Physics B, Band 709, 2005, S. 578–591, Arxiv
- mit A. Zeitlin: Integrable Structure of Superconformal Field Theory and Quantum super-KdV Theory, Phys. Lett. B, 581,2004, S. 125–132, Arxiv
- Quantum inverse scattering method and (super) conformal field theory,  Theor. Math. Phys., Band 142, 2005, S. 211–221, Arxiv
- Herausgeber mit Nenad Manojlovic, Henning Samtleben: Infinite dimensional algebras and quantum integrable systems, Int. Conf. Math. Phys., Faro, Portugal 2003, Birkhäuser 2005